# 2017年の野球
2017年の野球（2017ねんのやきゅう）では、2017年の野球界における動向をまとめる。
2016年の野球 - 2017年の野球 - 2018年の野球

## 出来事

### 1月
- 4日
  - 【独立・四国アイランドリーグplus】 愛媛マンダリンパイレーツは、選手として在籍経験もある河原純一の監督就任を発表[1]。
- 9日
  - 【独立・四国アイランドリーグplus】 高知ファイティングドッグスは、元MLB選手であるマニー・ラミレスと入団契約の合意に至ったと発表した[2]。
- 10日
  - 【独立・ルートインBCリーグ】 栃木ゴールデンブレーブスは、投手コーチとして元東北楽天ゴールデンイーグルス選手の金無英[3]と、選手兼任投手コーチとして元埼玉西武ライオンズ選手の中﨑雄太[4]の就任を発表。
- 16日
  - 【アマチュア野球】 野球殿堂博物館は、2017年度の野球殿堂顕彰者を発表し、特別表彰部門で郷司裕（アマチュア野球審判員）、鈴木美嶺（アマチュア野球審判員・公式記録員）の2名を選出した[5]。
- 24日
  - 【高校野球】日本高等学校野球連盟は、2018年に開催予定の第100回全国高等学校野球選手権大会に合わせ、優勝校に授与される優勝旗（いわゆる『深紅の大優勝旗』）を現在使用している2代目[注 1]から1,200万円の費用で3代目に新調することを発表[6]。また、全国大会の優勝旗新調と同時に地方大会の優勝旗もリニューアルされる予定である[6]。
  - 【独立・四国アイランドリーグplus】 徳島インディゴソックスは、野手コーチとして前福岡ソフトバンクホークスコーチの鈴木康友が就任することを発表した[7]。
- 26日
  - 【独立・四国アイランドリーグplus】香川オリーブガイナーズは、元東京ヤクルトスワローズ選手の江村将也の投手コーチ就任を発表[8]。
- 30日
  - 【独立・四国アイランドリーグplus】愛媛マンダリンパイレーツは、元東北楽天ゴールデンイーグルススカウトで、徳島インディゴソックスコーチの経験もある武藤孝司のコーチ就任を発表した[9]。

### 2月
- 2日
  - 【高校野球】日本文理高等学校は監督・大井道夫が今年度限りで勇退し後任に同校野球部OBでコーチを務める鈴木崇が就任すると発表した。

### 3月
- 2日
  - 【独立・ルートインBCリーグ】 滋賀ユナイテッドベースボールクラブは、元中日ドラゴンズコーチの木俣達彦がヘッドコーチに就任することを発表[10]。

- 6日
  - 【WBC】2017 ワールド・ベースボール・クラシック開幕[11]。
- 10日
  - 【WBC】第1ラウンドB組、日本対中国（東京ドーム）は日本が中国に7-1で勝利。3戦全勝での1次ラウンド通過は史上初[12]。

- 16日
  - 【WBC】第2次ラウンド、日本対イスラエル（東京ドーム）は日本がイスラエルに8-3で勝利。4大会連続で決勝ラウンドに進出する[13]。

- 21日
  - 【WBC】準決勝、日本対アメリカ（ドジャー・スタジアム）は、日本がアメリカに1-2で敗戦[注 2][14]。

- 22日
  - 【WBC】決勝戦のアメリカ対プエルトリコ（ドジャー・スタジアム）は、アメリカが8-0で勝利し、初優勝を達成[15]。

- 26日
  - 【高校野球】 第89回選抜高等学校野球大会第7日目、第2試合の福岡大学附属大濠高等学校 - 滋賀学園高等学校戦は1-1、続く第3試合の高崎健康福祉大学高崎高等学校 - 福井工業大学附属福井高等学校戦は7-7といずれも延長15回引き分けとなった。選抜高校野球で同日に2試合引き分けとなったのは史上初で、夏の全国高等学校野球選手権大会でも過去に一度も例がない[16]。この為、大会本部は当初、7日目第2試合の再試合を3月27日（大会第8日目）の第4試合に組み入れる日程変更を行ったが、第3試合も引き分け再試合となったことから改めて日程の調整を行い、3月28日（大会第9日目）に引き分け再試合の同カード2試合を組み入れ、準々決勝翌日の休養日を取り消すなど以後の日程も変更した[17]。

- 27日
  - 【独立・四国アイランドリーグplus】高知ファイティングドッグスは、野手コーチとして元・オリックス・ブルーウェーブの山越吉洋が就任することを発表[18]。

- 29日
  - 【高校野球】 全国制覇7度（全国高等学校野球選手権大会4回、選抜高校野球大会3回）を数え、春夏の甲子園大会で通算96勝を記録した古豪のPL学園高等学校がこの日、大阪府高等学校野球連盟に対して脱退届を提出し、同日受理された[19]。

### 4月
- 10日
  - 【独立・ルートインBCリーグ】 福島ホープスの選手兼任監督を務める岩村明憲が記者会見を開き、今シーズン限りで現役を引退すると発表した[20]。
- 19日 - 【高校野球】今夏開催の全国高等学校野球選手権大会の第100回記念大会で福岡県代表が、2代表制度になる事が発表。これにより、出場校数は史上最多の56校になる[21]。

### 5月
- 22日
  - 【独立・四国アイランドリーグplus】前期優勝マジックを1としていた徳島インディゴソックスは、徳島県南部健康運動公園野球場でおこなわれた香川オリーブガイナーズ戦に8対7で勝利し、5期ぶりとなる前期優勝を達成[22]。

### 6月
- 12日
  - 【独立・ルートインBCリーグ】リーグへの参入を予定している「茨城球団設立準備室」の関係者が記者会見を開き、球団名が「茨城アストロプラネッツ」に決定したことを発表するとともに、参入目標が2019年であることを明らかにした[23]。
- 13日
  - 【独立・ルートインBCリーグ】東地区で前期優勝マジックを1としていた群馬ダイヤモンドペガサスは、高島市今津総合運動公園今津スタジアムでおこなわれた滋賀ユナイテッドベースボールクラブ戦に5対2で勝利し、3期連続となる半期優勝を達成[24]。
- 17日
  - 【独立・ルートインBCリーグ】西地区で前期優勝マジックを1としていた富山GRNサンダーバーズは、高岡市営城光寺野球場でおこなわれた滋賀ユナイテッドベースボールクラブ戦に16対1で勝利し、3期ぶりとなる前期優勝を達成[25]。

### 7月
- 17日 - 【高校野球】 第99回全国高等学校野球選手権大会岡山大会1回戦、岡山大安寺高等学校の中村源太（1年）が岡山御津高等学校戦で完全試合を達成。同大会での同記録達成は史上初[26]。

### 8月
- 6日 - 【高校野球】熊本秀岳館高等学校の監督・鍛治舎巧が夏の甲子園開会式リハーサル前の監督対談後、今夏限りで退任する意向を表明。

### 9月
- 1日
  - 【独立・ルートインBCリーグ】東地区で後期優勝マジックを1としていた群馬ダイヤモンドペガサスは、高崎市城南野球場でおこなわれた巨人3軍との交流戦に12対11で勝利し、2年連続となる前後期連覇を達成した[27]。
- 2日
  - 【独立・ルートインBCリーグ】西地区で後期優勝マジックを1としていた信濃グランセローズは、小諸市南城公園野球場でおこなわれた福井ミラクルエレファンツ戦に9対0で勝利し、創設11年目で初の半期優勝となる、後期優勝を達成した[28]。
- 18日
  - 【独立・ルートインBCリーグ】東西両地区で地区チャンピオンシップ第2戦がおこなわれ、東地区（前橋市民球場）は群馬ダイヤモンドペガサスが年間勝率2位の福島ホープスに1対0で勝利し[29]、西地区（長野県営野球場）は信濃グランセローズが富山GRNサンダーバーズに4対3で勝利して[30]、地区優勝を達成した。群馬は2年連続6回目[29]、信濃は初めて[30]。
- 19日
  - 【高校野球】日本高等学校野球連盟は2018年第90回選抜高等学校野球大会運営委員会を開催し、本大会出場校選考委員会を2018年1月26日に開催すること並びに、本大会の試合日程を同年3月23日から12日間（途中の休養日を含む）とすることを正式に決定[31]。
  - 【高校野球】日本高等学校野球連盟はこの日の理事会に於いて、2018年の第90回選抜高等学校野球大会から、延長戦試合での早期勝敗決着を企図したタイブレーク方式の導入を行うことを決定。方式の詳細については2017年11月を目処に決定する方針[31][32]。
- 20日
  - 【独立・四国アイランドリーグplus】後期優勝マジックを1としていた香川オリーブガイナーズは、マジック対象の愛媛マンダリンパイレーツが徳島インディゴソックスに敗れたことで、2年ぶりの後期優勝を達成した[33]。香川の半期優勝は11度目[33]。
- 22日
  - 【高校野球】早稲田実業内野手・清宮幸太郎がこの日会見を開き、プロ志望届を提出する旨を明らかにした[34]。
- 23日
  - 【独立・ベースボール・ファースト・リーグ】リーグ戦優勝マジックを1としていた兵庫ブルーサンダーズは、城山公園野球場でおこなわれた和歌山ファイティングバーズ戦に6対0で勝利し、4年連続となるリーグ戦優勝を達成[35]。

### 10月
- 1日
  - 【独立・四国アイランドリーグplus】徳島インディゴソックスは香川オリーブガイナーズとのリーグチャンピオンシップ第4戦（丸亀市民球場）に4対0で勝利し、対戦成績3勝1敗で3年ぶり4度目となる年間総合優勝を達成[36]。
  - 【大学野球】関西学生野球連盟秋季リーグ第5節、関西大学の山本隆広（3年）が近畿大学戦で完全試合を達成。同リーグでの同記録は2004年春の染田賢作（同志社大学）以来13年ぶり2度目[37]。
- 2日
  - 【独立・ルートインBCリーグ】信濃グランセローズは群馬ダイヤモンドペガサスとのリーグチャンピオンシップ第5戦（前橋市民球場）に4対3で勝利し、対戦成績3勝2敗でチーム創設11年目で初となるリーグ優勝を達成した[38]。
- 4日
  - 【独立・ベースボール・ファースト・リーグ】リーグ戦の優勝が決定している兵庫ブルーサンダーズは、2位の06BULLSとのゲーム差がチャンピオンシップ開催条件の5.0ゲームを上回ることが確定したことで、年間優勝が決定した[39]。
- 18日
  - 【独立】徳島インディゴソックスは、JAバンク徳島スタジアムでおこなわれたグランドチャンピオンシップ第5戦で信濃グランセローズに2対1で勝利し、対戦成績を3勝2敗として3年ぶり2回目の優勝を達成[40]。
- 30日
  - 【大学野球】東京六大学野球の秋季リーグで、早稲田大学野球部が東京大学硬式野球部と同率5位で最下位。早大の最下位は1947年以来70年ぶり[41]。

### 11月
- 3日 - 【社会人野球】 第43回社会人野球日本選手権大会（京セラドーム大阪）1回戦のJR東日本東北 × 新日鐵住金広畑戦にて、JR東日本東北投手の西村祐太が大会史上初となる完全試合を達成した[42]。
- 15日
  - 【大学野球】第48回明治神宮野球大会大学の部（明治神宮野球場）で、日本体育大学が星槎道都大学を3対0で破り、37年ぶり2回目の優勝[43]。
  - 【独立・ルートインBCリーグ】武蔵ヒートベアーズは、選手兼任コーチだった角晃多が、現役を引退して来シーズンより監督に就任することを発表[44]。
- 19日 - 【国際大会】 2017 アジア プロ野球チャンピオンシップ決勝戦（東京ドーム）で、日本が韓国に7-0で勝利し、第1回の優勝チームとなった[45]。
- 27日 - 【独立・ルートインBCリーグ】滋賀ユナイテッドベースボールクラブは、来シーズンの監督として元読売ジャイアンツ選手で元東北楽天ゴールデンイーグルスコーチの松本匡史の就任を発表[46]。

### 12月
- 1日
  - 【独立・ルートインBCリーグ】富山GRNサンダーバーズは、来シーズンの監督として元東京ヤクルトスワローズコーチの伊藤智仁の就任を発表[47]。
  - 【独立・四国アイランドリーグplus】徳島インディゴソックスは、来シーズンの監督として元埼玉西武ライオンズコーチの石井貴の就任を発表[48]。
- 6日
  - 【独立・ルートインBCリーグ】石川ミリオンスターズの選手兼任コーチの多田野数人が現役を引退。古巣の北海道日本ハムファイターズにチーム編成として戻ることを発表[49]。
- 7日
  - 【独立・ルートインBCリーグ】武蔵ヒートベアーズは、元東北楽天ゴールデンイーグルスの片山博視が選手兼任の投手コーチに就任することを発表した[50]。
- 10日
  - 【高校野球】仙台育英高等学校は野球部員の飲酒、喫煙が発覚した件で監督・佐々木順一朗が2018年1月1日付で辞任し、後任に須江航が就任することを発表した。
- 15日
  - 【独立・ルートインBCリーグ】福井ミラクルエレファンツは、退任した北村照文の後任として、コーチの田中雅彦の監督就任が内定したと発表した[51][52]。
- 21日
  - 【独立・BASEBALL FIRST LEAGUE】和歌山ファイティングバーズは、元北海道日本ハムファイターズコーチ・元東北楽天ゴールデンイーグルススカウトの川原昭二が投手コーチに就任すると発表した[53]。

## 競技結果

### 国際大会

#### WBC
| 成績                         | 国・地域             | 試合 | 勝数 | 敗数 | 勝率 | 得点 | 失点 |
| ---------------------------- | -------------------- | ---- | ---- | ---- | ---- | ---- | ---- |
| 優勝                         | アメリカ合衆国       | 8    | 6    | 2    | .750 | 41   | 21   |
| 準優勝                       | プエルトリコ         | 8    | 7    | 1    | .875 | 55   | 23   |
| ベスト4                      | 日本                 | 7    | 6    | 1    | .857 | 47   | 24   |
| ベスト4                      | オランダ             | 7    | 4    | 3    | .571 | 48   | 24   |
| ベスト8                      | ドミニカ共和国       | 6    | 4    | 2    | .667 | 33   | 19   |
| ベスト8                      | イスラエル           | 6    | 4    | 2    | .667 | 30   | 31   |
| ベスト8                      | キューバ             | 6    | 2    | 4    | .333 | 23   | 40   |
| ベスト8                      | ベネズエラ           | 7    | 2    | 5    | .286 | 28   | 52   |
| ベスト12 （第1ラウンド敗退） | オーストラリア       | 3    | 1    | 2    | .333 | 15   | 8    |
| ベスト12 （第1ラウンド敗退） | 韓国                 | 3    | 1    | 2    | .333 | 12   | 15   |
| ベスト12 （第1ラウンド敗退） | コロンビア           | 3    | 1    | 2    | .333 | 9    | 14   |
| ベスト12 （第1ラウンド敗退） | イタリア             | 4    | 1    | 3    | .250 | 26   | 33   |
| 予選降格 （第1ラウンド敗退） | メキシコ             | 3    | 1    | 2    | .333 | 24   | 28   |
| 予選降格 （第1ラウンド敗退） | チャイニーズタイペイ | 3    | 0    | 3    | .000 | 20   | 32   |
| 予選降格 （第1ラウンド敗退） | カナダ               | 3    | 0    | 3    | .000 | 3    | 21   |
| 予選降格 （第1ラウンド敗退） | 中国                 | 3    | 0    | 3    | .000 | 1    | 24   |

### 独立リーグ（日本）

#### 四国アイランドリーグplus
※四国アイランドリーグplusの結果。
|      | 前期                       | 前期 | 前期 | 前期 | 前期 | 前期 | 後期                       | 後期 | 後期 | 後期 | 後期 | 後期 |
| 順位 | 球団                       | 勝   | 敗   | 分   | 勝率 | 差   | 球団                       | 勝   | 敗   | 分   | 勝率 | 差   |
| ---- | -------------------------- | ---- | ---- | ---- | ---- | ---- | -------------------------- | ---- | ---- | ---- | ---- | ---- |
| 優勝 | 徳島インディゴソックス     | 21   | 9    | 4    | .700 | -    | 香川オリーブガイナーズ     | 15   | 13   | 3    | .536 | -    |
| 2位  | 高知ファイティングドッグス | 17   | 13   | 4    | .567 | 4.0  | 愛媛マンダリンパイレーツ   | 13   | 12   | 6    | .520 | 0.5  |
| 3位  | 香川オリーブガイナーズ     | 13   | 18   | 3    | .419 | 4.5  | 高知ファイティングドッグス | 12   | 13   | 6    | .480 | 1.0  |
| 4位  | 愛媛マンダリンパイレーツ   | 11   | 20   | 3    | .355 | 2.0  | 徳島インディゴソックス     | 12   | 14   | 5    | .500 | 0.5  |

##### リーグチャンピオンシップ
- 9月23日・9月24日（JAバンク徳島スタジアム）、9月30日（レクザムスタジアム）、10月1日（四国コカ・コーラボトリングスタジアム丸亀）

第1戦 徳島 8 - 1 香川
第2戦 香川 3 - 1 徳島
第3戦 徳島 2 - 1 香川
第4戦 徳島 4 - 0 香川
（徳島は3年ぶり4回目の総合優勝）

#### ベースボール・チャレンジ・リーグ
※ベースボール・チャレンジ・リーグの結果。
| 東地区 | 東地区                   | 東地区 | 東地区 | 東地区 | 東地区 | 東地区 | 東地区                   | 東地区 | 東地区 | 東地区 | 東地区 | 東地区 |
|        | 前期                     | 前期   | 前期   | 前期   | 前期   | 前期   | 後期                     | 後期   | 後期   | 後期   | 後期   | 後期   |
| 順位   | 球団                     | 勝     | 敗     | 分     | 勝率   | 差     | 球団                     | 勝     | 敗     | 分     | 勝率   | 差     |
| ------ | ------------------------ | ------ | ------ | ------ | ------ | ------ | ------------------------ | ------ | ------ | ------ | ------ | ------ |
| 優勝   | 群馬ダイヤモンドペガサス | 19     | 11     | 5      | .633   | -      | 群馬ダイヤモンドペガサス | 23     | 10     | 3      | .697   | -      |
| 2位    | 新潟アルビレックスBC     | 18     | 16     | 1      | .529   | 3.0    | 福島ホープス             | 18     | 12     | 6      | .600   | 3.5    |
| 3位    | 福島ホープス             | 15     | 17     | 3      | .469   | 2.0    | 新潟アルビレックスBC     | 15     | 13     | 8      | .536   | 2.0    |
| 4位    | 武蔵ヒートベアーズ       | 15     | 17     | 3      | .469   | 0.0    | 栃木ゴールデンブレーブス | 12     | 20     | 4      | .375   | 5.0    |
| 5位    | 栃木ゴールデンブレーブス | 7      | 28     | 0      | .200   | 9.5    | 武蔵ヒートベアーズ       | 12     | 23     | 1      | .343   | 1.5    |

※前期の福島と武蔵は同率3位。
| 西地区 | 西地区                   | 西地区 | 西地区 | 西地区 | 西地区 | 西地区 | 西地区                   | 西地区 | 西地区 | 西地区 | 西地区 | 西地区 |
|        | 前期                     | 前期   | 前期   | 前期   | 前期   | 前期   | 後期                     | 後期   | 後期   | 後期   | 後期   | 後期   |
| 順位   | 球団                     | 勝     | 敗     | 分     | 勝率   | 差     | 球団                     | 勝     | 敗     | 分     | 勝率   | 差     |
| ------ | ------------------------ | ------ | ------ | ------ | ------ | ------ | ------------------------ | ------ | ------ | ------ | ------ | ------ |
| 優勝   | 富山GRNサンダーバーズ    | 22     | 13     | 0      | .629   | -      | 信濃グランセローズ       | 26     | 10     | 0      | .722   | -      |
| 2位    | 信濃グランセローズ       | 21     | 14     | 0      | .600   | 1.0    | 富山GRNサンダーバーズ    | 22     | 12     | 2      | .647   | 3.0    |
| 3位    | 福井ミラクルエレファンツ | 19     | 14     | 2      | .576   | 1.0    | 福井ミラクルエレファンツ | 15     | 19     | 2      | .441   | 7.0    |
| 4位    | 滋賀ユナイテッドBC       | 11     | 22     | 2      | .333   | 8.0    | 石川ミリオンスターズ     | 12     | 22     | 2      | .353   | 3.0    |
| 5位    | 石川ミリオンスターズ     | 10     | 22     | 3      | .313   | 0.5    | 滋賀ユナイテッドBC       | 11     | 24     | 1      | .314   | 1.5    |

##### プレーオフシリーズ
- 東地区 第1戦9月16日、第2戦9月18日（前橋市民球場）

第1戦 福島 7 - 1 群馬
第2戦 群馬 1 - 0 福島
※群馬に2勝のアドバンテージ
- 西地区 第1戦9月16日（高岡市営城光寺野球場）、第2戦9月18日（長野県営野球場）

第1戦 信濃 5 - 1 富山
第2戦 信濃 4 - 3 富山
- リーグチャンピオンシップ 9月23日（中野市営野球場）・9月25日（長野オリンピックスタジアム）、9月30日・10月1日・10月2日（前橋市民球場）

第1戦 群馬 10 - 3 信濃
第2戦 信濃 3 - 0 群馬
第3戦 信濃 3 - 1 群馬
第4戦 群馬 10 - 3 信濃
第5戦 信濃 4 - 3群馬
（信濃は初の総合優勝）

#### グランドチャンピオンシップ
※グランドチャンピオンシップ の結果。
第1戦 信濃 10 - 4 徳島（10月7日、長野オリンピックスタジアム）
第2戦 徳島 2 - 1 信濃（10月8日、長野オリンピックスタジアム）
第3戦 徳島 3 - 0 信濃（10月14日、JAバンク徳島スタジアム）
第4戦 信濃 1 - 0 徳島（10月17日、JAバンク徳島スタジアム）
第5戦 徳島 2 - 1 信濃（10月18日、JAバンク徳島スタジアム）
- （徳島は3年ぶり2回目の優勝）

#### BASEBALL FIRST LEAGUE
※BASEBALL FIRST LEAGUEの結果。
リーグ戦
| 年間 | 年間                       | 年間 | 年間 | 年間 | 年間 | 年間 |
| 順位 | 球団                       | 勝   | 敗   | 分   | 勝率 | 差   |
| ---- | -------------------------- | ---- | ---- | ---- | ---- | ---- |
| 優勝 | 兵庫ブルーサンダーズ       | 24   | 9    | 3    | .727 | -    |
| 2位  | 06BULLS                    | 13   | 19   | 4    | .406 | 10.5 |
| 3位  | 和歌山ファイティングバーズ | 12   | 21   | 3    | .364 | 1.5  |

※リーグ規定により、チャンピオンシップを開催せずに兵庫の年間優勝が決定。
（兵庫は3年連続の年間優勝）

### 社会人野球
- 第88回都市対抗野球大会（7月14日〜25日；東京ドーム）

決勝：NTT東日本（東京都）10－4日本通運（さいたま市）（36年ぶり2回目）。

### 大学野球
- 第66回全日本大学野球選手権大会（6月5日〜11日：神宮球場、東京ドーム）

決勝 立教大（東京六大学） 9-2国際武道大 （千葉県）。
（立教大は59年ぶり4回目の優勝）
- 第48回明治神宮野球大会（11月10日〜15日：神宮球場）

決勝 日体大（関東五連盟第一・首都） 3-0 星槎道都大（北海道二連盟・札幌）
（日体大は37年ぶり2回目の優勝）
- 各大学リーグ結果（太字は大学選手権、明治神宮大会出場権を得た大学）
  - 北海道学生野球連盟
1部春季優勝:東農大オホーツク　
2部春季優勝：釧路公立大
1部秋季優勝：函館大
2部秋季優勝：釧路公立大
  - 札幌学生野球連盟
1部春季優勝：東海大北海道キャンパス　
2部春季優勝：北教大岩見沢校
3部春季優勝：北教大札幌校
1部秋季優勝：星槎道都大
2部秋季優勝：札幌国際大
3部秋季優勝：北海道科学大
  - 北東北大学野球連盟
1部春季優勝：富士大　
2部春季優勝：青森中央学院大
3部春季優勝：岩手医科大
1部秋季優勝：富士大
2部秋季優勝：青森中央学院大
3部秋季優勝：岩手医科大
  - 仙台六大学野球連盟
春季優勝：東北福祉大
秋季優勝：仙台大
  - 南東北大学野球連盟
1部春季優勝：石巻専修大
2部春季優勝：山形大工学部
1部秋季優勝：東日本国際大
2部秋季優勝：山形大工学部
  - 千葉県大学野球連盟
1部春季優勝：国際武道大
2部春季優勝：千葉商科大
3部春季優勝：千葉大
1部秋季優勝：国際武道大
2部秋季優勝：清和大学
3部秋季優勝：日本大学生産工学部
  - 関甲新学生野球連盟
1部春季優勝：上武大
2部春季優勝：山梨学院大
3部春季優勝：山梨大
1部秋季優勝：上武大
2部秋季優勝：平国大
3部秋季優勝：山梨大
  - 東京新大学野球連盟
1部春季優勝：共栄大　
2部春季優勝：高千穂大
3部春季優勝：工学院大
4部春季優勝：東京農工大
1部秋季優勝：創価大
2部秋季優勝：高千穂大
3部秋季優勝：文京学院大
4部秋季優勝：東京電機大
  - 東京六大学野球連盟
春季優勝：立大
秋季優勝；慶大
  - 東都大学野球連盟
1部春季優勝：東洋大　
2部春季優勝：立正大
3部春季優勝：大正大
4部春季優勝：成蹊大
1部秋季優勝：東洋大
2部秋季優勝：駒澤大
3部秋季優勝：学習大
4部秋季優勝：芝工大
  - 首都大学野球連盟
1部春季優勝：帝京大
2部春季優勝：武蔵大
1部秋季優勝：日体大
2部秋季優勝：桜美大
  - 神奈川大学野球連盟
1部春季優勝：桐蔭横浜大
2部春季優勝：鶴見大
1部秋季優勝：関東学院大
2部秋季優勝：横浜国立大
  - 愛知大学野球連盟
1部春季優勝：中部大　
2部春季優勝：東海学園大
3部春季優勝：名大
    - 東海・北陸・愛知三連盟王座決定戦優勝：名城大（愛知2位）

1部秋季優勝：中京大
2部秋季優勝：名商大
3部秋季優勝：名産大
  - 東海地区大学野球連盟
    - 岐阜学生野球連盟春季優勝：岐阜経済大
    - 三重学生野球連盟春季優勝：三重大
    - 静岡学生野球連盟春季優勝：日大国際関係学部
    - 岐阜学生野球連盟秋季優勝：中京学院大
    - 三重学生野球連盟秋季優勝：四日市大
    - 静岡学生野球連盟秋季優勝：日大国際関係学部

  - 北陸大学野球連盟
1部春季優勝：福井工大
2部春季優勝：富山国際大
1部秋季優勝：福井工大
2部秋季優勝：富山国際大
  - 関西学生野球連盟
春季優勝：近大
秋季優勝：関西大
  - 関西六大学野球連盟
春季優勝：大商大　
秋季優勝：大商大
  - 阪神大学野球連盟
1部春季優勝：天理大
2部東リーグ春季優勝：桃山学院大
2部西リーグ春季優勝：甲南大
1部秋季優勝：天理大
2部東リーグ秋季優勝：桃山学院大
2部西リーグ秋季優勝：神戸国際大
  - 近畿学生野球連盟
1部春季優勝：和歌山大
2部春季優勝：阪南大
3部春季優勝：神戸医療福祉大
1部秋季優勝：大市大
2部秋季優勝：大阪観光大
3部秋季優勝：大阪学院大
  - 京滋大学野球連盟
1部春季優勝：京都学園大　
2部春季優勝：大谷大
1部秋季優勝：佛教大
2部秋季優勝：滋賀大
  - 広島六大学野球連盟
春季優勝：近大工学部　
秋季優勝：近大工学部
  - 中国地区大学野球連盟
1部春季優勝：岡山商科大
2部春季優勝：広島文化学園大
3部春季優勝：鳥取大
4部春季優勝：島根県立大
1部秋季優勝：環太平洋大
2部秋季優勝：広島文化学園大
3部秋季優勝：鳥取大
4部秋季優勝：島根県立大
  - 四国地区大学野球連盟
1部春季優勝：四国学院大
2部春季優勝：香川大
1部秋季優勝：四国学院大
2部秋季優勝：香川大
  - 九州六大学野球連盟
春季優勝：福岡大　
秋季優勝：九国大
  - 福岡六大学野球連盟
春季優勝：九産大　
秋季優勝：九共大
  - 九州地区大学野球連盟
    - 北部九州ブロック1部春季優勝：日本文理大
    - 北部九州ブロック2部春季優勝：大分大
    - 北部九州ブロック1部秋季優勝：日本文理大
    - 北部九州ブロック2部秋季優勝：久留米工大
    - 九州地区大学野球選手権南部九州ブロック大会東海大九州キャンパス
    - 熊本県支部春季優勝：東海大九州キャンパス
    - 宮崎県支部春季優勝：宮崎産経大
    - 鹿児島県支部春季優勝：鹿児島大
    - 沖縄県支部春季優勝：沖縄大
    - 熊本県支部秋季優勝：東海大九州キャンパス
    - 宮崎県支部秋季優勝：宮崎産経大
    - 鹿児島県支部秋季優勝：鹿屋体育大
    - 沖縄県支部秋季優勝：沖縄大

### 高校野球

#### 男子
- 第89回選抜高等学校野球大会（3月19日 - 4月1日、阪神甲子園球場）
  - 決勝 ：大阪桐蔭（近畿・大阪）8-3履正社（近畿・大阪）[56]
    - 大阪桐蔭は5年ぶり2度目の優勝
- 第99回全国高等学校野球選手権大会（8月7日 - 8月23日、阪神甲子園球場）
  - 決勝 ：花咲徳栄（埼玉）14-4広陵（広島）[57]
    - 花咲徳栄は初優勝
- 第62回全国高等学校軟式野球選手権大会（8月24日 - 8月29日、明石トーカロ球場）
  - 決勝 ：中京学院大中京（東海・岐阜）1-0茗溪学園（北関東・茨城）[58]
    - 中京学院大中京は3年ぶり8回目の優勝
- 第72回国民体育大会（10月7日 - 10月9日、松山坊ちゃんスタジアム・宇和島市営丸山球場）
  - 硬式の部決勝：広陵7-4大阪桐蔭[59]
    - 広陵は初優勝

  - 軟式の部決勝：中京学院大中京6-1仙台商
    - 中京学院大中京は7年ぶり6回目の優勝
- 第48回明治神宮野球大会高校の部（11月10日 - 11月14日、明治神宮野球場）
  - 決勝 ：明徳義塾（四国・高知）4-0創成館（九州・長崎）[60]

#### 女子
- 第18回全国高等学校女子硬式野球選抜大会（3月28日 - 4月2日、埼玉県加須市・わかさスタジアム）
決勝 ：履正社（大阪）1-0埼玉栄（埼玉）[61]
  - 履正社は初優勝
- 第21回全国高等学校女子硬式野球選手権大会（7月28日 - 8月2日、兵庫県丹波市・スポーツピアいちじま）
決勝 ：埼玉栄（埼玉）1-0履正社（大阪）[62]
  - 埼玉栄は2年ぶり7回目の優勝

## 死去
- 1月2日 - ダリル・スペンサー、元サンフランシスコ・ジャイアンツ、阪急ブレーブス他外野手（*1928年）[63]
- 1月22日
  - ヨーダノ・ベンチュラ、カンザスシティ・ロイヤルズ投手、2015年のワールドシリーズ優勝メンバー（*1991年）[64]
  - アンディ・マルテ、元アリゾナ・ダイヤモンドバックス他内野手（*1983年）[65]
- 2月10日 - マイク・イリッチ、MLB・デトロイト・タイガースオーナー（* 1929年）[66]
- 2月19日 - 藤池昇、元大洋ホエールズ・日拓ホームフライヤーズ→日本ハムファイターズ捕手（*1953年）[67]
- 4月5日 - 西三雄、元毎日大映オリオンズ・大洋ホエールズ投手（*1938年）[68]
- 5月5日 - 西尾慈高、元大阪タイガース・中日ドラゴンズ投手 (*1934年) [69]
- 5月26日 - ジム・バニング、デトロイト・タイガース・フィラデルフィア・フィリーズ他投手、通算224勝・完全試合達成・アメリカ野球殿堂入り（* 1931年）[70]
- 6月16日 - 河野昌人、元広島東洋カープ・福岡ダイエーホークス投手 （*1978年）[71]
- 6月24日 - 永射保、元広島東洋カープ・西武ライオンズ・横浜ベイスターズ・福岡ダイエーホークス投手 （*1953年）[72]。
- 6月28日 - アンソニー・ヤング（英語版）、元ニューヨーク・メッツ他投手、歴代最多27連敗[73]
- 6月28日 - 森慎二、元西武ライオンズ・石川ミリオンスターズ投手、当時西武ライオンズ投手コーチ、最優秀中継ぎ投手2回受賞など（*1974年）[74]。
- 7月1日 - 上田利治、元広島カープ捕手、阪急ブレーブス→オリックス・ブレーブス・日本ハムファイターズ監督、監督として3度日本一・野球殿堂入り（*1937年）[75][76]
- 8月6日
  - ドン・ベイラー、元ボルチモア・オリオールズ他外野手、MVP受賞・通算2135安打・338本塁打・1276打点・285盗塁・最優秀監督賞など（*1949年）[77]
  - ダレン・ドールトン、元フィラデルフィア・フィリーズ他捕手、打点王・通算137本塁打など（*1962年）[78]
- 9月17日 - デーブ・ヒルトン、元サンディエゴ・パドレス、ヤクルトスワローズ、阪神タイガース内野手、ベストナイン受賞など（*1950年）[79][80]
- 10月11日 - 橋本力、元毎日大映オリオンズ外野手（* 1933年）[81]
- 10月14日 - ダニエル・ウェブ、元シカゴ・ホワイトソックス、当時フリーエージェント投手（*1989年）[82]
- 11月7日 - ロイ・ハラデイ、元トロント・ブルージェイズなど（*1977年）[83]
- 11月8日
  - ダニエル・フローレス、ボストン・レッドソックス傘下（*2000年）[84]
  - ボブ・ボーコースキー（*1926年）[85]
- 11月23日 - ミゲル・ゴンザレス、元フィラデルフィア・フィリーズ（*1983年）[86]
- 12月8日 - 野村沙知代、野村克也（元南海ホークス他捕手・ヤクルトスワローズ他監督）夫人（* 1932年）[87][88][89]
- 12月19日 - 宮本敏雄、元読売ジャイアンツ・国鉄スワローズ外野手 (*1933年)[90]